# Naveil
Naveil és un municipi francès, situat al departament del Loir i Cher i a la regió de Centre – Vall del Loira. L'any 2007 tenia 2.000 habitants.

## Demografia

### Població
El 2007 la població de fet de Naveil era de 2.000 persones. Hi havia 825 famílies, de les quals 162 eren unipersonals (81 homes vivint sols i 81 dones vivint soles), 327 parelles sense fills, 263 parelles amb fills i 73 famílies monoparentals amb fills.
La població ha evolucionat segons el següent gràfic:
Habitants censats

### Habitatges
El 2007 hi havia 897 habitatges, 823 eren l'habitatge principal de la família, 41 eren segones residències i 33 estaven desocupats. 878 eren cases i 15 eren apartaments. Dels 823 habitatges principals, 676 estaven ocupats pels seus propietaris, 135 estaven llogats i ocupats pels llogaters i 12 estaven cedits a títol gratuït; 6 tenien una cambra, 32 en tenien dues, 138 en tenien tres, 273 en tenien quatre i 374 en tenien cinc o més. 672 habitatges disposaven pel capbaix d'una plaça de pàrquing. A 343 habitatges hi havia un automòbil i a 426 n'hi havia dos o més.

### Piràmide de població
La piràmide de població per edats i sexe el 2009 era:
| Homes | Edats   | Dones |
| ----- | ------- | ----- |
| 0     | 95 o +  | 4     |
| 4     | 90 a 94 | 8     |
| 8     | 85 a 89 | 4     |
| 16    | 80 a 84 | 16    |
| 28    | 75 a 79 | 44    |
| 28    | 70 a 74 | 44    |
| 60    | 65 a 69 | 60    |
| 52    | 60 a 64 | 52    |
| 44    | 55 a 59 | 36    |
| 80    | 50 a 54 | 64    |
| 80    | 45 a 49 | 64    |
| 88    | 40 a 44 | 96    |
| 68    | 35 a 39 | 72    |
| 72    | 30 a 34 | 56    |
| 40    | 25 a 29 | 36    |
| 32    | 20 a 24 | 28    |
| 72    | 15 a 19 | 56    |
| 52    | 10 a 14 | 84    |
| 48    | 5 a 9   | 56    |
| 32    | 0 a 4   | 52    |

## Economia
El 2007 la població en edat de treballar era de 1.261 persones, 933 eren actives i 328 eren inactives. De les 933 persones actives 859 estaven ocupades (439 homes i 420 dones) i 73 estaven aturades (34 homes i 39 dones). De les 328 persones inactives 135 estaven jubilades, 114 estaven estudiant i 79 estaven classificades com a «altres inactius».

### Ingressos
El 2009 a Naveil hi havia 867 unitats fiscals que integraven 2.124 persones, la mediana anual d'ingressos fiscals per persona era de 20.492,5 €.

### Activitats econòmiques
Dels 82  establiments que hi havia el 2007, 5 eren d'empreses extractives, 1 d'una empresa alimentària, 1 d'una empresa de fabricació de material elèctric, 6 d'empreses de fabricació d'altres productes industrials, 19 d'empreses de construcció, 14 d'empreses de comerç i reparació d'automòbils, 4 d'empreses de transport, 2 d'empreses d'hostatgeria i restauració, 1 d'una empresa d'informació i comunicació, 4 d'empreses financeres, 2 d'empreses immobiliàries, 9 d'empreses de serveis, 9 d'entitats de l'administració pública i 5 d'empreses classificades com a «altres activitats de serveis».
Dels 20 establiments de servei als particulars que hi havia el 2009, 3 eren tallers de reparació d'automòbils i de material agrícola, 4 paletes, 4 guixaires pintors, 3 fusteries, 2 lampisteries, 1 electricista, 2 perruqueries i 1 restaurant.
Dels 6 establiments comercials que hi havia el 2009, 1 era una botiga de menys de 120 m², 1 una botiga de roba, 1 una botiga d'equipament de la llar, 1 una botiga d'electrodomèstics, 1 una botiga de material de revestiment de parets i terra i 1 una joieria.
L'any 2000 a Naveil hi havia 19 explotacions agrícoles que ocupaven un total de 1.050 hectàrees.

## Equipaments sanitaris i escolars
El 2009 hi havia 1 farmàcia i 1 ambulància.
El 2009 hi havia 1 escola maternal i 1 escola elemental.

## Poblacions més properes
El següent diagrama mostra les poblacions més properes.